# 横田村詮
横田 村詮（よこた むらあき）は、戦国時代から江戸時代初期にかけての武将。伯耆国米子藩執政家老。三好氏の家臣・横田宗昭とは同一人物と思われる 。

## 経歴
不明な点が多く、阿波国三好氏一族の家に生まれたとされ、三好康長の甥といわれる。長じて、岩倉城主だった三好康長に仕え、その嫡男の徳太郎（康俊）の補佐役を務めた。その後、三好氏の滅亡を経て、天正11年（1583年）、豊臣秀吉から岸和田城主に任じられた中村一氏によって召抱えられた。一氏の妹を妻とし身内として傍におかれ、天正18年（1590年）に駿府城主となった一氏に同行もしている。静岡では、検地、交通路整備、土木施策などの実績がある。
秀吉の死後、東軍と西軍の争いのなかで、重い病になっていた中村一氏は嫡男・一忠の将来と中村家の存続を願う村詮の意見を聞き入れ、駿府城下の村詮内膳屋敷で徳川家康との会談を行い、東軍徳川方に加わることを決めた。関ヶ原の戦いの後、慶長5年（1600年）11月、家康によって論功により11歳の一忠は17万5,000石米子城主に任ぜられ、村詮は一忠の後見役および執政家老として派遣され、6,000石を与えられた。
村詮は、一忠のため五重の天守をもつ米子城を築城。出丸は内膳丸と命名され名を残す。更に一忠のため米子感応寺を建立、伯耆領国内の検地のほか、城下町建設のため藩内各地から民衆を集落ごと移住させ、米子十八町と云われる職業別、集落別の居住地を構築し、また、加茂川を米子城の外堀にする一方で運河として造成し、職人商人町と中海に繋げ物資の大量輸送を実現するなど現在の米子市の礎を築いた。
ところが、この村詮の優れた才覚を妬み、出世を目論んでいた一忠の側近である安井清一郎、天野宗杷らは、村詮を亡き者にしようと陰謀を企て一忠を甘言。これに惑わされた14歳の一忠により、慶長8年（1603年）11月14日、催した慶事の際に殺害された。享年52。
村詮の子（一説には弟）主馬助、柳生宗章は飯山に立て篭もったが、一忠は隣国出雲国の領主堀尾吉晴・忠氏父子に助勢を求め、これを鎮圧した。事件の報告をうけた徳川家康は、自ら派遣した村詮の殺害に激怒し、首謀者の安井清一郎、天野宗杷をなんら吟味もなく即刻切腹に処した。また、側近の道上長衛門、道上長兵衛には事件を阻止出来なかった理由により江戸において切腹に処した。江戸幕府は、一忠には品川宿止めの謹慎に収めお構いなしとした。
なお、村詮は20歳の頃、康長の子・三好康俊に付き添い、天正元年（1573年）1月13日から2月にかけて和泉国堺の妙国寺で行われていた彼岸談義に参詣し、妙国寺開山仏心院日珖上人から受法され法華（日蓮宗）の熱烈な信者になっていた。ここ米子城下で、日珖上人の叔父である妙興寺開山・日逞と出会い、以後、親交を深めている。また、同寺に酒盃、寺領100石を奉納し、開基檀越に遇されている。村詮は、このことが縁となって妙興寺に葬られた。墓所は鳥取県米子市の妙興寺。この妙興寺には、村詮拝領の鳳凰絵盃、画像、位牌がある（米子市文化財）。

## 関連作品
テレビドラマ
- 功名が辻（2006年、演：山田百貴）

漫画
- 柳生宗章～秘剣 逆風の太刀～（2013年、作画：藤原芳秀、シナリオ：増田貴彦）